# Uraeotyphlus interruptus
Uraeotyphlus interruptus é uma espécie de anfíbio gimnofiono da família Ichthyophiidae endémica da Índia. Foi descrita em 1999, e por isso, pouco se sabe ainda sobre a sua área de distribuição, o seu estado de conservação ou ecologia.
Esta espécie é subterrânea.